# Перегрёбное
Перегрёбное — посёлок в Октябрьском районе Ханты-Мансийского автономного округа — Югра. Административный центр сельского поселения Перегрёбное.

## География
Расположен на Оби, непосредственно там, где река раздваивается на Большую и Малую Обь. Грузовой и пассажирский (ходят пассажирские суда из Приобья) речной порт.

## История
Первое упоминание о населённом пункте датировано 1903 годом. В то время это был перевалочный пункт. Название посёлка происходит от глагола «перегребать», что связано с переправкой купцов, направлявшихся в Берёзов, с правого берега Оби на левый в том, где сейчас располагается посёлок. Имеются сведения, что ранее в этом месте располагалось поселение хантов-охотников, называвшееся Кевавыт, что в переводе с хантыйского означает «Каменный мыс». Селение Чемаши упоминается в документах XV—XVI веков, селение Нижние Нарыкары — в грамоте 1626 года.
В 30—40-е годы XX века Перегрёбное становится местом для ссылки политзаключённых.
В середине 1970-х начинается строительство газокомпрессорной станции. Сейчас Перегрёбненское линейное производственное управление магистральных газопроводов (ЛПУ МГ), образованное 18 мая 1978 года, обслуживает газопроводы Надым−Пунга, Уренгой−Петровск, Уренгой−Новопсков. Строится новый цех на участке СРТО (Северные районы Тюменской области)−Торжок.

## Население
| 2010 |
| ---- |
| 3176 |

## Инфраструктура
В посёлке расположены детский сад, школа, музыкальная школа, библиотека, культурно-спортивный комплекс, участковая больница. Открыт новый храм в честь Иоанна Кронштадтского.